# Diocesi di Samo
La diocesi di Samo (in latino Dioecesis Samiensis) è una sede soppressa e sede titolare della Chiesa cattolica.

## Storia
Samo, isola greca dell'Egeo orientale, è un'antica sede vescovile della Grecia, suffraganea dell'arcidiocesi di Rodi nel patriarcato di Costantinopoli. L'isola fu uno degli approdi di san Paolo nel suo viaggio verso Gerusalemme per essere sottoposto a processo (Atti degli apostoli 20,15).
La sede appare in tutte le Notitiae Episcopatuum del patriarcato al primo posto tra le suffraganee di Rodi, a partire da quella dello pseudo-Epifanio e databile alla metà del VII secolo fino alla Notitia del XII secolo.
Le Quien, nel suo Oriens christianus, documenta l'esistenza di cinque vescovi di Samo. Di un san Leone, morto martire, le cui reliquie furono trasferite a Venezia, narra Pietro de' Natali, vescovo di Equilio. Un anonimo vescovo di Samo visse all'epoca del patriarca di Antiochia Flaviano I (393-404); lo stesso Le Quien tuttavia dubita dell'appartenenza di questo vescovo alla sede di Samo o piuttosto a quella di Samosata. Giovanni Mosco, monaco bizantino (550-619), nell'opera Prato spirituale, narra le vicende del monaco Isidoro, «esimio per virtù, caritatevole verso tutti, e insigne per umiltà e semplicità», che fu fatto vescovo di Samo. Un altro vescovo di nome Isidoro prese parte al concilio in Trullo del 692, mentre Eraclio sedette al concilio di Nicea del 787. Di questi cinque vescovi, Gams ne menziona solo tre: san Leone, Isidoro I e Eraclio.
Oltre a questi vescovi, sono noti altri prelati di Samo grazie alla scoperta dei loro sigilli episcopali: Giovanni (il cui sigillo è databile tra VI e VII secolo), Timoteo e un anonimo (VII secolo), Anastasio (circa IX secolo), Sergio (circa X/XI secolo), Giorgio e Michele (XI secolo).
Dal XVIII secolo Samo è annoverata tra le sedi vescovili titolari della Chiesa cattolica; la sede è vacante dal 9 marzo 1974.

## Cronotassi

### Vescovi greci
- San Leone †
- Anonimo ? † (fine IV secolo)
- Isidoro I † (prima del VII secolo)
- Giovanni † (VI/VII secolo)
- Timoteo † (VII secolo)
- Anonimo † (VII secolo)
- Isidoro II † (menzionato nel 692)
- Eraclio † (menzionato nel 787)
- Anastasio † (circa IX secolo)
- Sergio † (X/XI secolo)
- Giorgio † (XI secolo)
- Michele † (XI secolo)

### Vescovi titolari
- Pierre-Herman Dosquet, P.S.S. † (26 novembre 1727 - 12 settembre 1733 succeduto vescovo di Québec)
- Théodore-Augustin Forcade, M.E.P. † (27 marzo 1846 - 12 settembre 1853 confermato vescovo di Guadalupa e Basse-Terre)
- Joannes Philibertus Deppen † (15 novembre 1853 - 1º giugno 1877 deceduto)
- Nicola de Martino † (15 luglio 1878 - 10 maggio 1881 deceduto)
- Benedetto Mariani † (4 agosto 1881 - 19 agosto 1891 deceduto)
- Giulio Tonti † (11 luglio 1892 - 15 luglio 1893 nominato arcivescovo titolare di Sardi)
- Angelo Maria Meraviglia Mantegazza † (21 maggio 1894 - 24 aprile 1897 nominato vescovo titolare di Famagosta)
- Karol Antoni Niedziałkowski † (2 agosto 1897 - 15 aprile 1901 nominato vescovo di Luc'k)
- Thomas James Conaty † (5 ottobre 1901 - 27 marzo 1903 nominato vescovo di Monterey-Los Angeles)
- Georg Wuschanski † (13 febbraio 1904 - 28 dicembre 1905 deceduto)
- Pierre-Joseph Geay † (10 giugno 1906 - 14 novembre 1919 deceduto)
- Giuseppe Lagumina † (16 dicembre 1920 - 15 luglio 1929 nominato arcivescovo titolare di Scarpanto)
- Vincenzo Migliorelli † (27 febbraio 1930 - 24 febbraio 1939 deceduto)
- Albert Lewis Fletcher † (11 dicembre 1939 - 7 dicembre 1946 nominato vescovo di Little Rock)
- Antonin Alois Weber † (10 marzo 1947 - 12 settembre 1948 deceduto)
- Matteo Guido Sperandeo † (28 maggio 1949 - 23 febbraio 1952 nominato vescovo di Muro Lucano)
- Giuseppe Olivotti † (10 febbraio 1957 - 9 marzo 1974 deceduto)